# 縮排
缩进是指书写一段文字时在某些行（通常是段落的第一行）的开头插入的一个或几个空格。在汉语，一般首行缩进两个空格。
计算机编程语言也使用缩进来表明代码块的逻辑结构。

## 类型

### 首行缩进
段落的第一行缩进，而第二行之后不缩进的缩进方式是首行缩进。

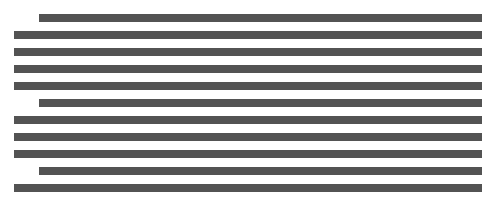
首行缩进的示意图

西文排版当中，首行缩进和额外的段距不会同时出现。首行的缩进量为字体的一到四倍。

### 悬挂缩进
段落的第一行不缩进，而第二行之后缩进的缩进方式是悬挂缩进。

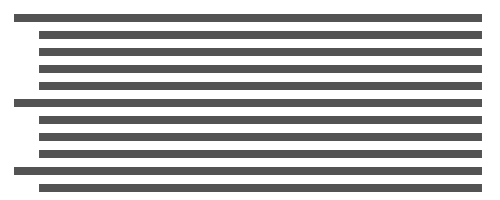
悬挂缩进的示意图

西文排版当中，悬挂缩进是缩进量为负的首行缩进，悬挂缩进的段落开头通常是項目符號，而正文不会悬挂。

### 块缩进
段落的所有行都缩进的缩进方式是块缩进。
引用文本块通常会在左右两端同时缩进。